# Long Marston (North Yorkshire)
Long Marston is een civil parish in het bestuurlijke gebied Harrogate, in het Engelse graafschap North Yorkshire.

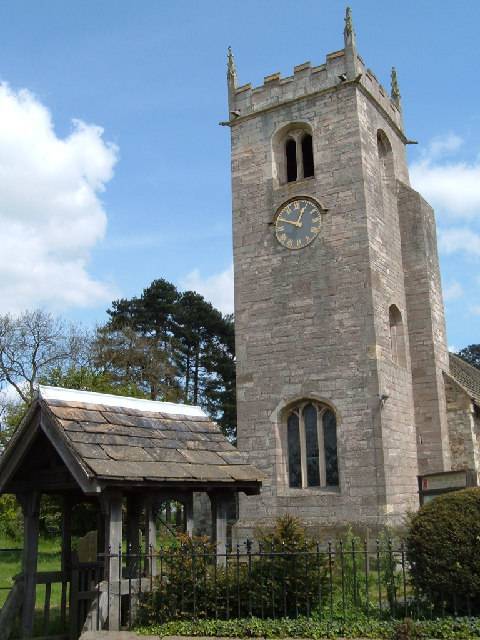
Kerk van Long Marston